# Neil Abercrombie
Neil Abercrombie (Buffalo (New York), 26 juni 1938) is een Amerikaans politicus van de Democratische Partij. Tussen 2010 en 2014 was hij gouverneur van de Amerikaanse staat Hawaï.

## Carrière
Neil Abercrombie werd geboren in Buffalo in de staat New York. Hij studeerde sociologie aan Union College in Schenectady, waar hij in 1959 zijn bachelor behaalde. In september 1959 vertrok hij naar Hawaï, dat toen juist een officiële staat was geworden. Daar studeerde hij aan de Universiteit van Hawaï in Manoa, waar hij bevriend raakte en cursussen volgde bij de ouders van Barack Obama. 
In 1970 deed Abercrombie een onsuccesvolle poging verkozen te worden in de Amerikaanse Senaat. Van 1975 tot 1979 was hij lid van het Huis van Afgevaardigden van Hawaï en vanaf 1980 had hij zes jaar lang zitting in de Senaat van de staat. Van 1986 tot 1987 was hij korte tijd lid van het Amerikaanse Huis van Afgevaardigden voor het 1e district van Hawaï. Hij nam hier de zetel waar van Cecil Heftel, die terugtrad om zich verkiesbaar te stellen als gouverneur van Hawaï. De tussentijdse verkiezing om te bepalen wie de termijn van Heftel mocht voltooien, verloor Abercrombie van Republikein Pat Saiki. In 1990 won hij de zetel echter alsnog en werd tienmaal herkozen. Hij diende als lid van het Huis van Afgevaardigden tot hij in 2010 zelf terugtrad om zich verkiesbaar te stellen als gouverneur van Hawaï.
Tijdens de gouverneursverkiezingen van 2010 versloeg Abercrombie de Republikeinse kandidaat en toenmalig luitenant-gouverneur van Hawaï James Aiona. Toen hij aantrad was hij met 72 jaar de oudste zittende gouverneur in de Verenigde Staten, tot het aantreden van Jerry Brown als gouverneur van Californië in 2011.
Abercrombie stelde zich in 2014 herkiesbaar voor een tweede termijn als gouverneur, maar werd tijdens de voorverkiezingen van de Democratische Partij uitgedaagd en verslagen door zijn partijgenoot David Ige. Hij werd door Ige opgevolgd op 1 december 2014.
- Gemeinsame Normdatei: 1197249710
- International Standard Name Identifier: 0000 0000 6772 1073
- Library of Congress Control Number: n96018580
- National Archives and Records Administration: 10574354
- Nationale Bibliotheek van Israël: 987007421191005171
- Biographical Directory of the United States Congress: A000014
- Virtual International Authority File: 92689620
- WorldCat: E39PBJtMkqPBjw8hgmbFV6Gfv3